# Harag Anita
Harag Anita (Budapest, 1988 –) Margó-díjas író.

## Élete
2007–2011 között a Pécsi Tudományegyetem Bölcsészettudományi Karán magyar szakon és néprajz minoron tanult, 2014-ben pedig az ELTE indológia szakán végzett. Novellái jelentek meg többek között a Jelenkor, a Műút, a Tiszatáj online és a KULTer oldalain is. 2018-ban Móricz Zsigmond Irodalmi Ösztöndíjat és Petri György-díjat kapott. Első novelláskötete 2019 októberében jelent meg Évszakhoz képest hűvösebb címmel. A 29 novellát tartalmazó második kötete 2024 őszén jelent meg Valakire mindig gondolni kell címmel.

## Bemutatása
Tóth Krisztina így ír róla: „Az eddig általam olvasott Harag Anita-írások egyik legjellemzőbb vonása ez a lendületes, merész tömörítés. Nincs semmi felvezetés, bedobja az olvasót a történetbe, és nemigen ad támpontokat. Semmi manír, csak rezignált figyelem, és váratlan nézőpontváltások.”

## Művei
- Évszakhoz képest hűvösebb. Novellák, Magvető Könyvkiadó, Budapest, 2019
- Valakire mindig gondolni kell. Novellák, Magvető Könyvkiadó, Budapest, 2023

## Elismerései
- Móricz Zsigmond-ösztöndíj (2018)
- Petri György-díj (2018)
- Horváth Péter Irodalmi Ösztöndíj (2019)
- Margó-díj (2020)

### Recenziók
- Károlyi Csaba: Egy, kettő, három, lány (Élet és Irodalom, 2019. november 29.)[2]
- Tinkó Máté: Fázásra ítélt mikrovilágok (Mindennapkönyv.hu, 2019. november 24.)[3]
- Taródi Laura Luca: Emlékezet mint családi anamnézis (Prae.hu, 2019. december 06.)[4]
- Fülöp Enikő: Családi anamnézis (Pannontükör.hu, 2020. január 11.)[5]
- Szabó Ivett: Téka / Monológ a párbeszéd peremén (Látó, 2020. június)[6]
- Kis-Szabó Brigitta: Dermesztő sorok (Súgópéldány, 2020. szeptember 22.)[7]
- Márton László: Ex libris (Élet és Irodalom, 2020. október 16.)[8]
- P. Simon Attila: Utazások Monotóniában (Műhely, 2020/01. 69-71 o.)[9]

### Interjúk
- Harag Anita: A történeteket szándékosan hagyom nyitva (Kemenár Éva Nóra, Litera, 2019. november 14.)[10]
- Harag Anita: Sokat elárul rólunk, hogy mit veszünk észre a világból (Milanovich Domi, Dívány, 2020. február 18.)[11]
- Ismerd meg Harag Anitát (Szabados Ági, Könyves Vlog, 2020. április 22.)[12]
- Várni, hogy történjen valami (Csejtei Orsolya, Népszava, 2020. július 25.)[13]